# 특별지방행정기관
특별지방행정기관(特別地方行政機關)은 대한민국에서 특정한 중앙행정기관에 소속되어 당해 관할구역 내에서 시행되는 소속 중앙행정기관의 권한에 속하는 행정사무를 관장하는 국가의 지방행정기관이다. 특별지방행정기관의 명칭은 OO지방XX청, OO지방지청, OOXX사무소, OOXX관리소 등 주로 지역 명칭에 주요 업무를 나타내는 단어를 조합하여 민원인들이 쉽게 알 수 있도록 정한다.
중앙행정기관의 업무를 지역적으로 분담하여 수행할 필요가 있을 때 지방자치단체에 위임하는 것이 부적합할 때 설치한다.

## 현황
현재 설치되어 있는 특별지방행정기관 현황은 다음과 같으며 자세한 사항은 분류:특별지방행정기관을 참고하여 확인할 수 있다.
- 과학기술정보통신부 소속: 지방우정청
- 법무부 소속: 지방교정청, 교도소, 구치소, 소년원, 소년분류심사원, 보호관찰심사위원회, 보호관찰소, 위치추적관제센터, 출입국·외국인청, 출입국·외국인사무소, 외국인보호소, 출입국·외국인지원센터
- 산업통상자원부 소속: 자유무역지역관리원, 광산안전사무소
- 환경부 소속: 유역환경청, 지방환경청, 수도권대기환경청, 홍수통제소
- 고용노동부 소속: 지방고용노동청
- 국토교통부 소속: 지방국토관리청, 지방항공청, 철도특별사법경찰대
- 해양수산부 소속: 지방해양수산청
- 중소벤처기업부 소속: 지방중소벤처기업청
- 국세청 소속: 지방국세청, 세무서
- 관세청 소속: 세관
- 조달청 소속: 지방조달청
- 통계청 소속: 지방통계청, 지방통계지청
- 검찰청 소속: 고등검찰청, 지방검찰청, 지청
- 병무청 소속: 지방병무청, 병무지청
- 경찰청 소속: 시·도경찰청, 경찰서
- 산림청 소속: 지방산림청
- 특허청 소속: 특허청서울사무소
- 기상청 소속: 지방기상청
- 해양경찰청 소속: 지방해양경찰청, 해양경찰서
- 국가보훈처 소속: 지방보훈청, 보훈지청
- 식품의약품안전처 소속: 지방식품의약품안전청
- 공정거래위원회 소속: 지방공정거래사무소
- 원자력안전위원회 소속: 지역사무소

## 같이 보기
- 대한민국의 중앙행정기관
- 지방합동청사